# Comuna Martonoșa, Novomîrhorod
Martonoșa (în ucraineană Мартоноша) este o comună în raionul Novomîrhorod, regiunea Kirovohrad, Ucraina, formată din satele Kotivka și Martonoșa (reședința).

## Demografie
Componența lingvistică a comunei Martonoșa
     Ucraineană (68,8%)
     Română (29,81%)
     Rusă (1,4%)
Conform recensământului din 2001, majoritatea populației comunei Martonoșa era vorbitoare de ucraineană (68,8%), existând în minoritate și vorbitori de română (29,81%) și rusă (1,4%).